# Каземи, Багир
Багир Каземи (перс.  سید باقر کاظمی‎;
1891—1977) — министр иностранных дел Ирана.

## Биография
Сейид Багир-хан сын Сейид Махмуд Каземи родился 10 февраля 1891 года в городе Тафреш. Его мать, Шахзаде Афсар-ханум, была внучкой кронпринца Аббаса-Мирзы и правнучкой Фетх Али-шаха династии Каджар. Сейид Багир-хан после учёбы в Тегеране работал в министерства иностранных дел.
В 1928 году — посол в Ираке. 14 января 1935 года Совет Лиги Наций на третьем заседании своей 84-й сессии заслушал министра иностранных дел Ирака Нури Саида и представителя Ирана Мирзу Сейида Багир-хана Каземи. В своем выступлении Нури Саид заявил, что прокладка границы по левому берегу Шатт-эль-Араб являлась долго-временной договоренностью. «Это обычно, — сказал он, — когда судоходная река становится границей между государствами, и эта граница проходит по тальвегу, но это никоим образом не является универсальным правилом. Граница может быть проложена и иногда прокладывается по береговой линии, и в этих случаях соглашение является неопровержимо обоснованным». При этом он добавил, что иракская сторона никогда не чинила препятствий при использовании русла реки судами других стран. В ответ на это иранский представитель подтвердил, что Эрзерумский договор 1847 г. действительно был под-писан и ратифицирован Ираном и османской Турцией, однако он, по мнению иранской стороны, потерял законную силу, так как Мухаммед Али-хан Ширази нарушил полученные инструкции, согласившись с положениями Объяснительной записки, приложенной к договору, в то время как был уполномочен лишь ратифицировать текст этого документа. К тому же, констатировала иранская сторона, притязания Ирака на все русло Шатт-эль-Араб лишены какой-либо договорной основы, так как они находятся в абсолютном противоречии с общепризнанным международным правом, согласно которому наилучшими линиями разграничения пограничных рек считаются либо тальвег, либо срединная линия. Прения в Совете Лиги Наций завершились безрезультатно.
1937 году был назначен посланником в Стамбуле.
В 1945 году был назначен на пост министра иностранных дел Ирана. Он участвовал в конференции в Сан-Франциско.
1945—1950 годах — посол в Швеции. МИД Швеции летом 1945 года возглавил Эстен Унден. У Сульмана
с новым министром сложились доверительные отношения. Совпадение их взглядов по многим вопросам, особенно касающимся отношений с Иранам, отмечали многие сотрудники центрального аппарата МИД.
1951—1952 годах — министр иностранных дел Ирана.
М. Мосаддык 15 марта 1951 года участвовал в принятии закона о национализации нефтяных месторождений Ирана. Произошёл конфликт Ирана с Великобританией и США. Мосаддык выслал всех английских специалистов и советников, а затем в октябре 1952 года разорвал с Великобританией дипломатические отношения.
Весной 1952 года между И. Садчиковым и ближайшим сподвижником М. Мосаддыка аятоллой А. Кашани начались секретные переговоры по поводу советских закупок иранской нефти. 6 апреля 1952 года И. Садчиков встретился с Ш. Каземи — секретарем активного участника движения за национализацию нефтяной промышленности, позднее председателя иранского меджлиса А. Кашани. При этом Ш. Каземи сообщил министру иностранных дел Багиру Каземи ответы СССР по закупке иранской нефти. Кашани просил министра принять И. Садчикова и начать переговоры по продаже нефти Советскому Союзу. Б. Каземи ответил согласием. В то же время А. Кашани просил И. Садчикова при встрече с Б. Каземи подтвердить намерения СССР покупать иранскую нефть. А. Вышинский 11 апреля 1952 года информировал И. Сталина: «Кашани через своего секретаря передал И. Садчикову, чтобы в случае благополучного окончания переговоров о продаже нефти мы заверили иранское правительство, что эта покупка не будет использована как средство или повод к вмешательству во внутренние дела Ирана, и что если Иран в связи с продажей нам нефти подвергнется внешнему нажиму, то мы не оставим его без поддержки и окажем ему необходимую финансовую помощь».
После оценки этой информации из Тегерана, МИД СССР подготовил для Садчикова конспект его ответов на переговорах с Б. Каземи и направил их для утверждения в ЦК ВКП(б). В этом конспекте значилось: "Первое. Если министр иностранных дел Каземи поставит перед Вами вопрос о продаже Советскому Союзу нефти и нефтепродуктов, Вам следует дать ему ответ, аналогичный ответу, который Вы дали Кашани в соответствии с нашими указаниями в телеграмме № 106 от 23 марта, заявив, что мы сочувствуем положению, в котором находится в настоящее время Иран, и готовы купить иранскую нефть, но мы хотели бы получить конкретные предложения: какая имеется в виду к продаже нефть — сырая или переработанная в нефтепродукты и в какие именно и т. д. Скажите также, что с нефтеналивным флотом мы испытываем затруднения.
Умер 10 ноября 1977 года.